# 洋野町立宿戸中学校
洋野町立宿戸中学校（ひろのちょうりつ しゅくのへちゅうがっこう）は、岩手県九戸郡洋野町の旧種市町域にあった公立中学校。

## 沿革
- 1947年（昭和22年）4月1日 - 学制改革により、種市村立宿戸中学校設立。
- 1951年（昭和26年）4月1日 - 種市村の町制施行により、種市町立宿戸中学校に改称。
- 2006年（平成18年）1月1日 - 種市町と大野村が合併した洋野町発足により、洋野町立宿戸中学校に改称。
- 2020年（令和2年）
  - 3月21日 - 10時から、本校体育館にて閉校記念式典挙行[1][2]。
  - 3月31日 - この日をもって、閉校。種市中学校へ統合。

## 学区
- 概ね洋野町種市地区の南東部。

## アクセス
- JR八戸線宿戸駅から、徒歩約250m、約4分。
- 洋野町営バス中野線「宿戸」バス停下車後、徒歩約810m・約13分（直線距離では近いが、道路の関係でやや遠回りとなる）。
- 洋野町役場種市庁舎（旧種市町役場）から、車で約6.3km・約12分。

## 周辺
- JR八戸線宿戸駅
- 洋野町立宿戸小学校 - JR八戸線をはさんで隣接。
- 国道45号
- 宿戸スポーツセンター